# Monday Night Combat
Monday Night Combat ist ein von Uber Entertainment entwickelter Third-Person-Shooter mit MOBA- und Tower-Defense-Elementen. Das Spiel erschien am 9. Februar 2010 für Xbox 360 und am 24. Januar 2011 für PC. Der titelgebende Monday Night Combat stellt dabei, in Anlehnung an Monday Night Football, den beliebtesten tödlichen Montagnachtsport in einer dystopischen Zukunft. Dabei kämpfen menschliche Klone und Roboter in speziellen Arenen um Geld und Ruhm, allerdings ist die Aufmachung des Spiels nicht ernsthaft, sondern wesentlich durch Humor geprägt.

## Spielprinzip
Monday Night Combat (MNC) wird als martialischer, vollständig kommerzialisierter Sport präsentiert: Der Kampf in der Arena wird von einem zwanghaft gut gelaunten Kommentator begleitet, es gibt während einer Spielrunde Werbung für fiktive Anbieter leistungssteigernder Mittel, man verdient Geld mit erfolgreichen Spielaktionen und kann dafür bessere Ausrüstung kaufen.
Austragungsort sind verschiedene hoch über dem Erdboden errichtete Arenen.
Dort treten genetisch modifizierte menschliche Klone ('Pros') an, die von Spielern gesteuert werden, unterstützt durch Roboter ('Bots'), die vom Computer gesteuert werden. Außerdem können an bestimmten Positionen auf der Karte Verteidigungstürme errichtet werden, ebenfalls vom Computer gesteuert.
Zentrum der eigenen Basis ist die Geldkugel, eine von Schilden geschützte und mit Goldmünzen gefüllte Kugel. Wenn diese von angreifenden Pros oder Bots zerstört wird, ist eine Spielrunde verloren.
MNC bietet zwei Spielmodi, 'Blitz' und 'Kreuzfeuer'.

### Blitz
Im Blitz verteidigen bis zu vier Spieler gemeinsam die Geldkugel gegen stärker werdende Wellen von Bots, der Modus ist also eine Variation von Tower Defense. Sie verdienen Geld durch das Zerstören der angreifenden Bots und können damit die Fähigkeiten ihres Pros verbessern, Verteidigungstürme kaufen und verbessern und spezielle Verteidigungsaktionen auf der Karte auslösen.

### Kreuzfeuer
Im 'Kreuzfeuer' treten zwei Mannschaften, die 'Hotshots' in orange und die 'Icemen' in blau, gegeneinander an. Beide Mannschaften bestehen aus bis zu sechs 'Pros', unterstützt werden sie von regelmäßig erscheinenden Bots. Beide Mannschaften versuchen, die eigene Geldkugel zu schützen und die gegnerische Geldkugel zu zerstören. Auf dem Weg dahin müssen die gegnerischen Bots und Verteidigungstürme zerstört werden und gegnerische Pros getötet werden. Mit dem dabei verdienten Geld können Verbesserungen gekauft, Bots und Türme gebaut und Verbesserungen in der Arena freigeschaltet werden.

## Spielmechanik
Die Mechanik ist im Kern die eines Third-Person-Shooters, zumal auch viele Fähigkeiten typische Elemente wie Blendgranaten und Sprengladungen enthalten. Große Ähnlichkeit gibt es im Hinblick auf die spielbaren Klassen zum Spiel Team Fortress 2.
Im Gegensatz zu vielen Shootern haben die meisten Waffen eine sehr begrenzte effektive Reichweite, sodass andere Pros hauptsächlich auf kurze Entfernung bekämpft werden.
Eine besondere Rolle spielen daher auch 'Griffe'. Viele Waffen und manche Fähigkeiten ermöglichen es, im Nahkampf einen Gegner zu greifen, zu schlagen und eventuell anschließend wegzuschleudern. Da beide Pros während der Griffanimation handlungsunfähig sind stellen Griffe ein interessantes, aber auch riskantes taktisches Element dar.
Außerdem sind die Ränder der Arenen kaum begrenzt, sodass es vielfältige Möglichkeiten gibt, Gegner durch Fähigkeiten aus der Arena in den Abgrund zu befördern.

### Geld
Die Pros verdienen in einer Spielrunde Geld mit verschiedenen Aktionen. Für die Zerstörung gegnerischer Bots und Türme gibt es Prämien, außerdem hinterlassen zerstörte Bots mit einer gewissen Wahrscheinlichkeit Goldmünzen. Das Töten gegnerische Pros ('Kill') wird mit Geld belohnt, wobei spektakuläre Aktionen eine erhöhte Prämie bringen. Zudem kann nach einem Kill eine Verspottung für die Zuschauer inszeniert werden, die eine zusätzliche Prämie einbringt.
Das innerhalb einer Spielrunde verdiente Geld kann für verschiedene Verbesserungen ausgegeben werden. Man kann die Fähigkeiten des eigenen Pros aufzuwerten, zur Unterstützung der eigenen Mannschaft Verteidigungstürme bauen oder verbessern und zusätzliche Bots kaufen, sowie verschiedene Aktionen auf der Karte gegen Geld auslösen.

### Belohnungen
Zerstörte Bots lassen mit großer Wahrscheinlichkeit Belohnungen fallen, die von Pros eingesammelt werden können.
Außerdem treten gelegentlich das Maskottchen 'Bullzeye' und der 'Saft-Bot' in der Arena auf und werfen mit Belohnungen um sich.
Für Goldmünzen erhält man Geld zum Kauf von Verbesserungen, Saftpakete und Orangen erhöhen die Saftanzeige des Pros.
Churros heilen Gesundheit und erhöhen den Aufladungsstatus von Fähigkeiten.
Extrem selten tritt Speck als Belohnung auf. Dieser verleiht dem Spieler bis zum Tod eine starke Verbesserung aller Werte.

### Saft
Ein Pro gewinnt 'Saft' mit jedem Schaden, den er gegnerischen Pros, Bots und Türmen zufügt. Außerdem können Saftpäckchen und Orangen eingesammelt werden, um die Saftanzeige zu erhöhen. Wenn die Saftanzeige gefüllt ist, kann man den gespeicherten Saft aktivieren.
Bei Aktivierung wird fehlende Gesundheit aufgefüllt und für kurze Zeit werden alle Werte (Feuerrate, Gesundheit, Bewegungstempo …) stark verbessert.

### Arenen
Alle Arenen sind rotationssymmetrisch angelegt, also haben beide Mannschaften identische Bedingungen. In der Nähe der Geldkugel befinden sich auf der Hauptebene mehrere Verteidigungstürme und Bauplätze für weitere Türme, und zwei Garagen, aus denen die Bots ins Spiel geschickt werden. Eine Ebene darüber befindet sich die Umkleide, von wo aus die Pros ins Spiel einsteigen. Auf der Hauptebene gibt es zwei Routen, auf denen sich die Bots in Richtung der gegnerischen Geldkugel bewegen. Einige Bereiche auf der Hauptebene, aber besonders die Bereiche darüber und darunter, werden nicht von Bots erreicht. Höhere Ebenen können über Sprungpads erreicht werden, die allerdings erst mit Geld aktiviert werden müssen. An verschiedenen Stellen befinden sich 'Ejektoren', die gegen Geld ausgelöst werden können und im Wirkungsbereich Bots zerstören und gegnerische Pros verletzen und wegschleudern. Außerdem gibt es im Zentrum jeder Arena den Annulator, der gegen Geld benutzt werden kann. Bei Aktivierung zerstört dieser alle gegnerischen Bots und beschädigt alle gegnerischen Pros.

### Klassen
Jede Klasse verfügt über eine Primär- und eine Sekundärwaffe. Beide haben in der Regel eine begrenzte Magazinkapazität, allerdings kann unbegrenzt nachgeladen werden. Außerdem verfügt jede Klasse über drei aktive Fähigkeiten, die aktiviert werden können. Jede Fähigkeit hat einen Aufladungsstatus, der sich erholt, solange die Fähigkeit nicht aktiv ist. Einige Fähigkeiten verbrauchen sofort einen Teil der Aufladung und können nur aktiviert werden, wenn die Aufladung groß genug ist. Andere Fähigkeiten können aktiviert und deaktiviert werden, diese verbrauchen permanent Aufladung solange sie aktiv sind. Außerdem hat jede Klasse eine passive Fähigkeit, die beispielsweise die Gesundheit erhöht oder die Bewaffnung verbessert.
Alle Fähigkeiten sind zu Beginn einer Spielrunde auf ihrer Grundstufe verfügbar. Mit dem Geld, das während der Spielrunde verdient wird, kann jede Fähigkeit zweimal aufgewertet werden.
Angreifer
Der Angreifer ist eine vielseitige Klasse mit durchschnittlicher Gesundheit. Er verfügt über ein Schnellfeuergewehr mit mittlerer Reichweite und einen Granatenwerfer mit großer Reichweite, dessen Granaten allerdings von Hindernissen abprallen. Der Angreifer kann eine Haftbombe werfen, die Gegner verwundet, in Brand setzt und wegschleudert. Er kann außerdem mit Schubdüsen kurze Zeit durch die Luft schweben, allerdings nur horizontal und nicht vertikal. Die dritte Fähigkeit ist ein raketengetriebener Sturmangriff, der Gegner auf dem Weg verwundet und wegstößt.
Panzer
Der Panzer ist langsam, aber mit einer massiven Ganzkörperpanzerung ausgestattet, die ihm besonders viel Gesundheit verleiht. Er ist mit einer kurzreichweitigen Strahlenkanone ausgerüstet, die Gegner in Brand setzt, sowie einer Schienenkanone mit großer Reichweite. Der Panzer kann eine Granate abfeuern, die getroffene Gegner kurzzeitig durch Werbebanner die Sicht nimmt. Wie der Angreifer kann er einen raketengetriebenen Sturmangriff ausführen, der Gegner auf dem Weg wegstößt. Außerdem kann der Panzer in Verteidigungsstellung gehen, wodurch er unbeweglich wird, aber mehr Reichweite und eine beschleunigte Heilungsrate erhält und gegen Griffe immun ist.
Schütze
Der Schütze vereint große Feuerkraft und viel Gesundheit, bewegt sich aber nur langsam. Er hat eine Minigun mit mittlerer Reichweite sowie einem weitreichenden Mörser. Er kann einen Schlag auf den Boden ausführen, der nahe Gegner wegstößt und betäubt, sowie Gegner direkt unter ihm zerquetscht. Er kann aber auch im Nahkampf einen einzelnen Gegner greifen und wegschleudern. Zudem kann er in eine Verteidigungsstellung gehen, wodurch er unbeweglich wird, aber eine deutlich verbesserte Präzision hat und gegen Griffe immun ist.
Supporter
Der Supporter ist eine unterstützende Klasse mit mittlerer Gesundheit, die Verbündete Pros, Bots und Türme heilen kann. Er verfügt über das Heil-/Keilgewehr, das einen Verbündete heilen oder einem Gegner Gesundheit absaugen kann, sowie eine Schrotflinte. Er kann ein leichtes Geschütz aufstellen, das selbstständig nahe Gegner angreift und verbündete Pros heilt. Türme der eigenen Mannschaft kann der Supporter hacken, um deren Reichweite und Feuerrate für begrenzte Zeit zu verbessern, aber auch Türme der gegnerischen Mannschaft, die so kurzzeitig als verbündete Türme agieren. Außerdem kann er eine Haftmarkierung werfen, die kurz darauf einen Luftangriff auf die markierte Position auslöst.
Assassine
Die Assassine ist eine sehr mobile Klasse mit wenig Gesundheit. Sie hat ein Katana für den Nahkampf, das ihr den stärksten Griff im Spiel ermöglicht, und einen Shuriken-Werfer für den Fernkampf. Die Assassine kann kurze Zeit sprinten. Sie kann zudem ein Tarnfeld aktivieren, das sie für Bots unsichtbar und für andere Pros sehr schwer zu erkennen macht, allerdings einen auch für gegnerische Pros hörbares Summen erzeugt. Außerdem kann die Assassine eine Granate zünden, welche nahe Gegner blendet und außerdem einen extrem hohen Sprung ermöglicht.
Scharfschütze
Der Scharfschütze ist eine auf den Fernkampf spezialisierte Klasse mit wenig Gesundheit. Er hat ein Scharfschützengewehr mit Zielfernrohr und eine Maschinenpistole für kurze Entfernungen. Er kann Eisfallen auslegen, die Gegner kurzzeitig einfrieren und am Einsatz von Fähigkeiten hindern. Über kurze Entfernung kann er eine Spezialgranate werfen, die kurze Zeit an allen Gegnern im Wirkungsbereich Schaden verursacht. Im Nahkampf kann der Scharfschütze zudem einen Gegner greifen und von sich wegschleudern.

### Sponsoren
Neben der Klasse kann man drei Sponsoren wählen, die die Werte des eigenen Pros verbessern. Für jede Kategorie (Gesundheit, Regeneration, Präzision, Feuerrate, Magazingröße, Nachladetempo, Bewegungstempo, Fähigkeitenerholung, Kritische Treffer, Saft) gibt es drei Sponsoren, die einen großen Bonus (Goldsponsor), mittleren Bonus (Silbersponsor) oder kleinen Bonus (Bronzesponsor) gewähren. Man kann je einen Gold-, Silber- und Bronzesponsor wählen, allerdings keine zwei Sponsoren aus der gleichen Kategorie.

### Bots
Es gibt grundsätzlich zwei Arten von Bots. Durchbruchbots werden im Kreuzfeuer regelmäßig in der eigenen Basis erzeugt und bewegen sich auf vorgegebenen Routen zur gegnerischen Geldkugel. Sie greifen alle Gegner in Reichweite an und sind in der Lage die Schilde der gegnerischen Geldkugel zu deaktivieren. Eliminatorbots können von Pros gekauft werden. Diese greifen gezielt gegnerische Pros oder Geschütze an.
Slimbots und Blackjacks
Slimbots und Blackjacks sind einfache Durchbruchbots, die regelmäßig in der eigenen Basis erzeugt werden. Wenn sie die gegnerische Geldkugel erreichen, führen sie einen Kamikazeangriff aus, der die Schilde der Geldkugel deaktivieren und die Kugel beschädigen kann. Mit zunehmender Spieldauer werden mehr Blackjacks erzeugt.
Jackbots
Jackbots sind riesige Durchbruchbots, die wesentlich mehr Feuerkraft und Gesundheit als alle anderen Bots haben. Im Kreuzfeuer wird alle fünf Minuten ein Jackbot pro Team anstelle von Slimbots und Blackjacks erzeugt. Jackbots greifen gegnerische Bots und Pros mit einem weitreichenden Geschossangriff an. Nahe Pros werden durch einen Schlag auf den Boden wegschleudert und betäubt. Sie können die Schilde der Geldkugel zerstören und die Geldkugel angreifen.
Summer
Angreifer können einen Schwarm Summer kaufen. Sie sind kleine, schnelle Drohnen, die einen Kamikazeangriff auf gegnerische Pros ausführen.
Gorillas
Panzer und Schützen können Gorillas kaufen. Diese verfügen über viel Gesundheit, stürmen auf gegnerische Pros zu und können diese greifen und zu Boden schleudern.
Drängler
Scharfschützen können Drängler kaufen. Diese verfügen über wenig Gesundheit und fügen wenig Schaden zu, können aber gegnerische Pros am Einsatz von Fähigkeiten hindern.
Gremlins
Assassinen können Gremlins kaufen. Diese sind sehr kleine, schnelle Bots, die gegnerische Pros im Nahkampf angreifen. Sie haben nur sehr wenig Gesundheit, aber solange sie nicht angreifen sind sie getarnt.
Gapshots
Supporter können Gapshots kaufen. Dies sind mobile Artilleriegeschütze mit wenig Gesundheit, die primär gegnerische Türme angreifen. Sie bewegen sich allerdings wie Durchbruchbots auf den Botrouten.

### Türme
Je nach Karte beginnen beide Mannschaften mit mehreren RockIt-Türmen direkt an seiner Geldkugel. Zusätzliche Türme können nur an vorgegebenen Positionen nahe der eigenen Basis gekauft werden. Bestehende Türme können aufgewertet werden. Jede Aufwertung verdoppelt die Kampfkraft, kostet aber auch doppelt so viel Geld.
Lazer Blazer
Lazer Blazer sind sehr günstig, haben wenig Gesundheit und verursachen wenig Schaden. Allerdings feuern sie ohne Verzögerung und mit sehr hoher Kadenz, zudem kann ihren Angriffen nicht ausgewichen werden.
RockIt
RockIt-Geschütze sind sehr teuer, haben viel Gesundheit und feuern Raketen auf nahe Gegner. Die Raketen verursachen schweren Flächenschaden, allerdings ist die Feuerrate sehr gering. Die Raketen sind nicht zielverfolgend, daher ist es möglich, dem Beschuss durch Richtungsänderungen auszuweichen.
Shave Ice
Shave Ice-Türme sind teuer, haben sehr viel Gesundheit und verlangsamen das Bewegungstempo alle Gegner in Reichweite. Im Gegensatz zu anderen Türmen wirken sie permanent auf alle Gegner im Wirkungsbereich und betreffen dabei auch getarnte Einheiten.
Longshot
Longshot-Türme sind mäßig teuer, haben wenig Gesundheit und greifen mit Artilleriefeuer gegnerische Türme und Bots an. Aufgrund der langen Flugzeit der Geschosse sind sie nur gegen unbewegliche Ziele effizient.

## Entwicklung und Veröffentlichung
Monday Night Combat wurde am 15. Januar 2010 für Xbox 360 angekündigt. Spielbare Demos wurden im April 2010 auf der PAX East und im Juni 2010 bei der Electronic Entertainment Expo der Öffentlichkeit gezeigt.
Die Xbox-Version wurde am 9. August 2010 offiziell über Xbox Live Arcade veröffentlicht.
Eine Portierung auf PC wurde am 14. Dezember 2010 angekündigt.
Nach einem Beta-Test ab dem 16. Dezember 2010 wurde die PC-Version am 24. Januar 2011 über Steam veröffentlicht.
Ein kostenloser Zusatzinhalt namens Spunky Cola Special wurde im Oktober 2010 angekündigt und am 1. Dezember 2010 veröffentlicht. Dieser umfasste je eine neue Arena für beide Spielmodi, zahlreiche Fehlerkorrekturen und weitere Features. Da Spieler im Blitz deutlich höhere Rundenzahlen erreichten als geplant, wurde ein verschärfter Super-Todesblitz-Modus eingeführt sowie die Arenaanzeige für die Runde auf vier Stellen erweitert. Eine weitere Karte für den Kreuzfeuer-Modus sowie verschiedene optische Modifikationen für die Klassen wurde im Rahmen weiterer Updates kostenlos zur Verfügung gestellt.
Das Entwicklerteam bestand anfangs aus sechs, zum Zeitpunkt der Veröffentlichung der Xbox-Version aus sechzehn Personen. Die PC-Version führt in den Credits zwanzig Mitwirkende auf.
Die Musik wurde von Cris Velasco bei Monarch Audio komponiert, weitere Musik- und Tonbeiträge stammen von Robert Navarro und Howard Mostrom. Das Spiel wurde basierend auf der Unreal Engine der dritten Generation entwickelt. Dem Produzenten und Artdirector Chandana Ekanayake zufolge soll es daher PC-Spielern möglich sein, mithilfe des Unreal Development Kit selbst Modifikation und Arenen für das Spiel zu erstellen.
Monday Night Combat bietet ein schnelles Updatesystem. Anstatt das auf dem Client installierte Spiel auf die korrekte Version zu aktualisieren, werden zahlreiche Veränderungen nur auf dem Spielserver vorgenommen. Dies erlaubt insbesondere die Änderung zahlreicher Parameter zur Verbesserung die Spielbalance, ohne dass jeweils ein Patch an alle Spieler verteilt werden muss. Das dynamische Updatesystem nutzt dabei Microsofts Title Managed Storage, ein Speicherbereich für Entwickler auf den Servern von Xbox Live. Die Änderung einer einzelnen Textdatei ist dadurch ausreichend, um Veränderungen in der Spielbalance sofort einzuführen.

## Rezeption
Das Spiel erhielt überwiegend gute bis sehr gute Kritiken (Metacritic: 82 % (PC) basierend auf 10 Kritiken, 79 % (Xbox) basierend auf 47 Kritiken). Die Kombination aus Humor, der passenden comicartigen Grafik und die gelungene Mischung aus Shooter-, Tower-Defense- und MOBA-Elementen wird allgemein sehr positiv bewertet. Häufige Kritikpunkte sind der schwierige Einstieg durch ein sehr begrenztes Tutorial sowie der geringe Kartenumfang.
Kristian Metzger von Eurogamer hält das Spiel aufgrund der „frischen Perspektive und ungewöhnlichen Ansätze“ für seinen Favoriten des Jahres 2010.
Er lobt den Humor des Spiels, obgleich der „nervige Kommentator der futuristischen Fernsehshow“ gelegentlich die Stimmung trübt.
Insbesondere der ungewöhnliche Ansatz, kein „dröges 08/15-Ballerspiel“ zu schaffen wird hervorgehoben, denn „Die Kombination aus Third-Person-Shooter, Tower Defense und DotA funktioniert nicht nur verdammt gut, sondern begeistert selbst nach dem X-ten Durchgang gelangweilte Shooter- und Strategie-Fans“.
Zudem biete dies auch bei längerem Spielen „immer neue Finessen, die man in entsprechende Taktiken umwandeln kann“. Lediglich den „relativ geringen Kartenumfang“ moniert der Autor. Insgesamt sieht das Spiel als „Arcade-Perle“ und vergibt als Wertung 9/10 Punkten.
Evan Lathi von PC Gamer sieht in den Klassen eindeutig „Doppelgänger oder Mischungen“ der Klassen aus Team Fortress 2, allerdings werde sehr schnell klar, dass MNC etwas ganz Eigenes sei. Die Kombination mit Elementen aus der Spielmechanik von Demigod trage wesentlich zur Originalität von MNC bei, er habe „niemals einen Shooter wie diesen gespielt“.
Insbesondere die Abwechslung im Kampf gegen menschliche Gegner und computergesteuerte Bots wird gelobt. Man könne sich „jederzeit in die Menge marschierender Droiden“ stürzen anstatt menschliche Spieler zu jagen und habe immer noch das Gefühl mit jedem zerstörten Bot die eigene Mannschaft „einen Zoll näher zum Sieg zu bringen“.
Die wenigen Kritikpunkte, wie der eher geringe Umfang des Einzelspielermodus oder die nicht „allzu liebenswerten und ausdrucksstarken Charakterklassen“, fielen Gegenüber „der Summe aus Dynamismus und Humor“ kaum ins Gewicht. Damit sei das Spiel die „bestverfügbare Diversion“ zum Standard-Shooter und erhält eine Wertung von 91 %.
Chris Watters von Gamespot findet den Einstieg schwierig, da es ein Tutorial ausschließlich für die Angreifer-Klasse gebe. Angesichts der Vielzahl an Waffen und Fähigkeiten sei dies eine Hürde für das Erlernen des Spiels. Aber sobald man diese überwunden habe, sei es „immens befriedigend, die Komplexität jeder Klasse zu erkunden“. Auch wenn nur wenige Karten verfügbar seien, geschehe darauf genug, um nicht schnell langweilig zu werden. Gerade die verschiedenen Möglichkeiten, das im Kampf verdiente Geld für die Verbesserung von Fähigkeiten, den Kauf von Türmen und Bots oder auch anderes auszugeben, beeinflusse den Verlauf einer Spielrunde deutlich. Und auch die Möglichkeit, eine Klasse durch die Auswahl der Sponsoren ein wenig zu personalisieren, ohne die „delikate Balance der Kampfkraft zwischen den Klassen“ zu zerstören, trage zur Motivation bei. Alles in allem sei MNC „ein sehr süchtig machendes und ein sehr unterhaltsames Spiel“ und erhält 8/10 Punkte.

## Nachfolger
Unter dem Titel Super Monday Night Combat (SMNC) wurde am 18. April 2012 ein Nachfolger veröffentlicht. Im Gegensatz zu MNC liegt der Fokus dabei sehr stark auf den MOBA-Elementen, so gibt es beispielsweise deutlich mehr Klassen und Fähigkeiten, einen Dschungel mit neutralen Bots, Türme können nicht errichtet oder ausgebaut werden.
Der Support für SMNC wurde, begründet mit dem Inkrafttreten der Datenschutz-Grundverordnung, am 24. Mai 2018 eingestellt.

## Trivia
Credits
Anstelle einer einfachen Auflistung der Entwickler, werden diese in einer Realfilmsequenz gezeigt. Jede der zwanzig mitwirkenden Personen wird in einer Einstellung gezeigt, dazu werden jeweils ihre Aufgabenbereiche eingeblendet. In allen Einstellungen ist die gezeigte Person wie eingefroren, während Aung Zav OO, einer der Entwickler, im Stil von Parkour durch das Bild läuft oder andere akrobatische Fähigkeiten zeigt. Alle weiteren beteiligten Personen werden anschließend im üblichen Stil von Credits aufgeführt.
Humor
Ein wesentliches Element des Spiels ist der Humor, auch die Grafik ist comicartig gestaltet. Nahezu alle Texte, von den Ansagen des penetrant gut gelaunten Kommentators bis zu den Beschreibungen der Arenen („errichtet als Ersatz für die aus der Mode gekommenen und abgerissenen Pyramiden.“), sind witzig bis absurd („Pro-Tipp: Streichle keinen brennenden Hund“). Insbesondere die dystopischen Zukunft, die als Kontext dient, klingt nur humoristisch bis zynisch im Hintergrund an. Beispielsweise vermeldet der Ansager versehentlich den überwältigenden Sieg des obersten Anführers bei der morgigen Wahl oder ein Zuschauer gewinnt die Ehre, einem Mitglied der Oberklasse eine Niere zu spenden.
Speck
Ein wiederkehrendes Element im Spiel ist Speck. Dieser tritt als sehr seltenes und mächtiges Power-up auf, aber auch in diversen Werbungen („AmmoMule - keeps your bacon hot, and your ammo cool“ (deutsch: „AmmoMule - hält deinen Speck heiß und deine Munition kühl“)) oder Tipps („Pro Tip: No shirt, no shoes, no bacon“ (deutsch: „Pro-Tipp: Kein Hemd, keine Schuhe, kein Speck“) in Anlehnung an die in USA bisweilen anzutreffenden minimale Kleiderordnung „no shirt, no shoes, no service“ (deutsch: „Kein Hemd, keine Schuhe, keine Bedienung“)) auf. Dem Produzenten und Artdirector Chandana Ekanayake zufolge waren die Entwickler bei Uber Entertainment begeisterte Speckesser, sodass es außerfrage stand, Speck in das Spiel zu integrieren.
Fanbasis
Obwohl der offizielle Support schon lange eingestellt worden ist, gibt es immer noch (Stand: 21. Januar 2020) eine kleine Fanbasis, die das Spiel am Leben hält. Die über Steam organisierte Gruppe hält einen öffentlichen Spielserver online und initiiert regelmäßig Kreuzfeuerpartien.